# 耶穌會教堂 (華沙)

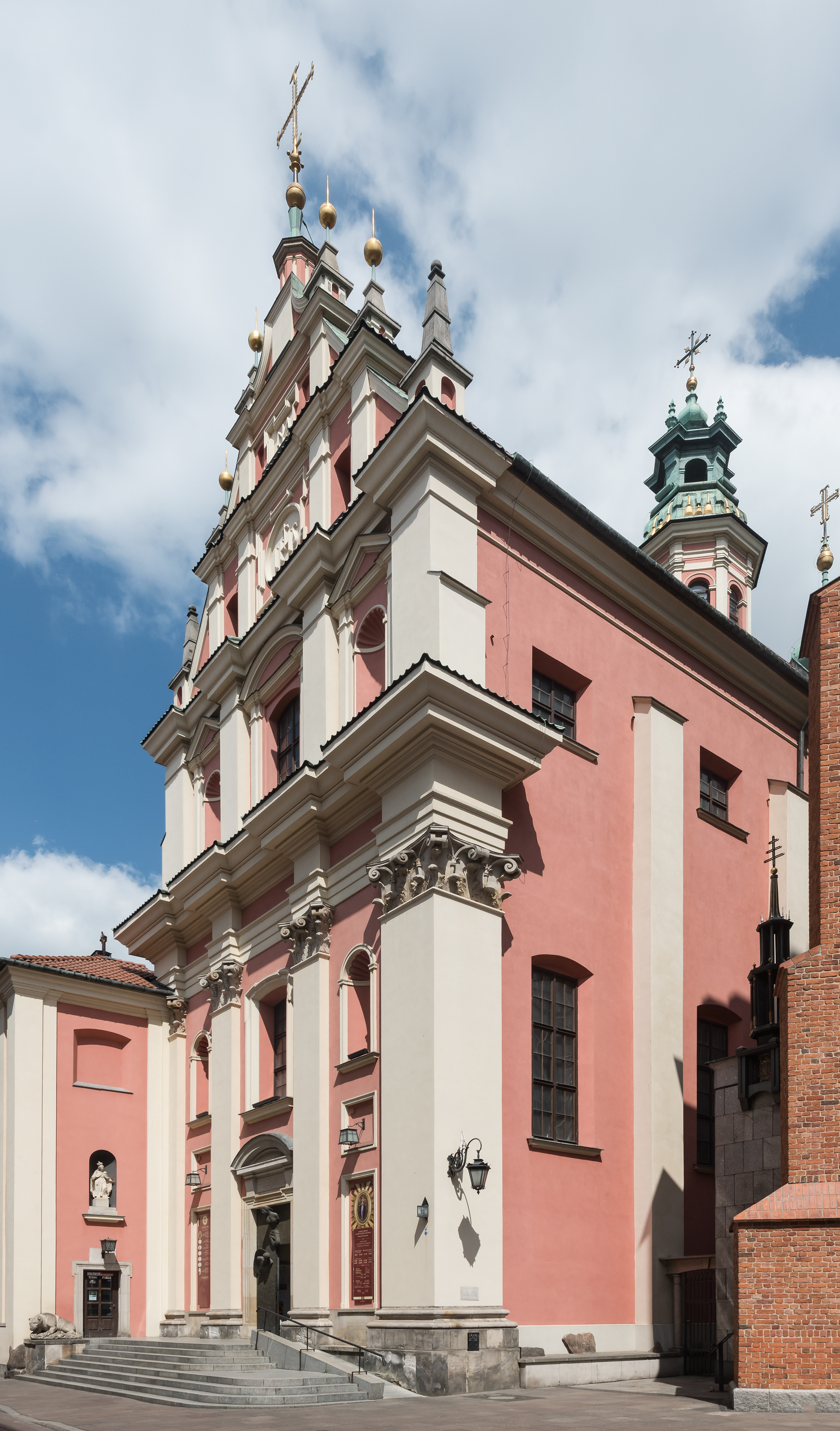
耶穌會教堂

耶穌會教堂（波蘭語：Kościół Jezuitów）是位於波蘭首都華沙的一座天主教教堂，緊鄰聖若望主教座堂。這座教堂是華沙風格主義教堂的代表作，優美的塔樓在老城集市廣場就可以看到。

## 历史
其修建於1609年至1626年期間。二戰期間，在華沙起義後隨著華沙市內其他建築被德軍摧毀
。1950年至1973年期間教堂得到重建。
發起者為Piotr Skarga神父。牧師們花去自一場為耶穌會所辦的募捐收集到的錢購買為教堂預定的屋子。這間屋子被稱為「修道院」。隨後幾年修女們買下「修道院」鄰近的幾座房屋，並準備了建造教堂所要的必須品。

## 外部連結
- Church of Our Lady of Grace
- Describtion and photos of the church
- （波兰語） Before the Second World War（页面存档备份，存于）
- （波兰語） Matka Boża Łaskawa （页面存档备份，存于） (Our Lady of Grace)
- sztuka.net Pictures of the church shortly after the war (the pile of rubble on the left of St. John's Cathedral).

52°14′56″N 21°0′47″E / 52.24889°N 21.01306°E